# Новоселье (Старицкий район)
Новоселье — деревня в Старицком районе Тверской области. Входит в состав сельского поселения «станция Старица».

## География
Находится в южной части Тверской области на расстоянии приблизительно 10 км на юго-запад от районного центра города Старица.

## История
Деревня была отмечена ещё на карте Менде (состояние местности на 1848 год). В 1859 году здесь (деревня Старицкого уезда) было учтено 9 дворов, в 1941 — 34. До 2012 года входила в состав Корениченского сельского поселения. Ныне имеет дачный характер.

## Население
Численность населения: 64 человека (1859 год), 3 (русские 33 %, украинцы 67 %) в 2002 году, 0 в 2010.